# Linaria oligotricha
Linaria oligotricha är en grobladsväxtart som beskrevs av Borbás. Linaria oligotricha ingår i släktet sporrar, och familjen grobladsväxter. Inga underarter finns listade i Catalogue of Life.